# National Book Award
De National Book Award bestaat uit een serie Amerikaanse prijzen die zijn bedoeld voor verdienstelijke Amerikaanse schrijvers. De National Book Awards werden in 1936 ingesteld door de American Booksellers Association, werden tijdens de Tweede Wereldoorlog opgeheven en in 1950 door drie organisaties uit de boekenindustrie opnieuw ingesteld.
De prijzen worden jaarlijks uitgereikt in vijf categorieën: fictie, non-fictie, poëzie, vertalingen en jeugdliteratuur.

## Winnaars in de categoriefictie
| - 1950 Nelson Algren, The Man with the Golden Arm - 1951 William Faulkner, The Collected Stories - 1952 James Jones, From Here to Eternity - 1953 Ralph Ellison, Invisible Man - 1954 Saul Bellow, The Adventures of Augie March - 1955 William Faulkner, A Fable - 1956 John O'Hara, Ten North Frederick - 1957 Wright Morris, The Field of Vision - 1958 John Cheever, The Wapshot Chronicle - 1959 Bernard Malamud, The Magic Barrel - 1960 Philip Roth, Goodbye, Columbus - 1961 Conrad Richter, The Waters of Kronos - 1962 Walker Percy, The Moviegoer - 1963 J. F. Powers, Morte D'Urban - 1964 John Updike, The Centaur - 1965 Saul Bellow, Herzog - 1966 Katherine Anne Porter, The Collected Stories - 1967 Bernard Malamud, The Fixer - 1968 Thornton Wilder, The Eighth Day - 1969 Jerzy Kosinski, Steps - 1970 Joyce Carol Oates, Them - 1971 Saul Bellow, Mr. Sammler's Planet - 1972 Flannery O'Connor, The Complete Stories - 1973 John Barth, Chimera - 1973 John Williams, Augustus - 1974 Isaac Bashevis Singer, A Crown of Feathers... - 1974 Thomas Pynchon, Gravity's Rainbow - 1975 Robert Stone, Dog Soldiers - 1975 Thomas Williams, The Hair of Harold Roux - 1976 William Gaddis, JR - 1977 Wallace Stegner, The Spectator Bird - 1978 Mary Lee Settle, Blood Tie - 1979 Tim O'Brien, Going after Cacciato - 1980 William Styron, Sophie's Choice - 1981 Wright Morris, Plain Song - 1982 John Updike, Rabbit is Rich - 1983 Alice Walker, The Color Purple - 1983 Eudora Welty, The Collected Stories | - 1984 Ellen Gilchrist, Victory over Japan - 1985 Don DeLillo, White Noise - 1986 E.L. Doctorow, World's Fair - 1987 Larry Heinemann, Paco's Story - 1988 Pete Dexter, Paris Trout - 1989 John Casey, Spartina - 1990 Charles Johnson, Middle Passage - 1991 Norman Rush, Mating - 1992 Cormac McCarthy, All the Pretty Horses - 1993 E. Annie Proulx, The Shipping News - 1994 William Gaddis, A Frolic of his Own - 1995 Philip Roth, Sabbath's Theater - 1996 Andrea Barrett, Ship Fever and Other Stories - 1997 Charles Frazier, Cold Mountain - 1998 Alice McDermott, Charming Billy - 1999 Ha Jin, Waiting - 2000 Susan Sontag, In America - 2001 Jonathan Franzen, The Corrections - 2002 Julia Glass, Three Junes - 2003 Shirley Hazzard, The Great Fire - 2004 Lily Tuck, The News from Paraguay - 2005 William T. Vollmann, Europe Central - 2006 Richard Powers, The Echo Maker - 2007 Denis Johnson, Tree of Smoke - 2008 Peter Matthiessen, Shadow Country - 2009 Colum McCann, Let the Great World Spin - 2010 Jaimy Gordon, Lord of Misrule - 2011 Jesmyn Ward, Salvage the Bones - 2012 Louise Eldrich, The Round House - 2013 James McBride, The Good Lord Bird - 2014 Phil Klay, Redeployment - 2015 Adam Johnson, Fortune Smiles - 2016 Colson Whitehead, The Underground Railroad - 2017 Jesmyn Ward, Sing, Unburied, Sing - 2018 Sigrid Nunez, The Friend - 2019 Susan Choi, Trust Exercise - 2022 Tess Gunty, The Rabbit Hutch - 2023 Justin Torres, Blackouts - 2024 Percival Everett, James |